# 倉石忠彦
倉石 忠彦（くらいし ただひこ、1939年12月15日 - 2023年6月25日）は、日本の民俗学者。國學院大學名誉教授。道祖神研究、都市民俗学論で知られる。妻の倉石あつ子、長女の倉石美都も民俗学者。

## 来歴
長野県長野市に生まれる。長野県立長野高等学校を経て、1959年に國學院大學文学部文学科に入学し、國學院大學民俗学研究会に入会する。1962年に日本民俗学会で「道祖神信仰の一考察」を発表する。1963年國學院大學文学部を卒業し、長野県内で高校教諭となる。1967年、前沢あつ子と結婚。1973年から長野県史民俗資料調査委員を務め、1975年には長野県史刊行会編纂委員になる。1980年、国立歴史民俗博物館設立準備委員会協力委員と長野県史刊行会常任編纂委員を務める。1983年、教員を退職し國學院大學文学部専任講師。1985年、國學院大學助教授になる。1992年、「道祖神信仰論」により博士（民俗学）、同年より日本民俗学会理事。1993年、國學院大學教授。1994年、都市民俗学研究会を発足。2002年、日本民俗学会代表理事。2003年、道祖神研究会を発足。2010年定年退任、名誉教授。

## 受賞
- 1951年 - 長野県児童生徒化学展覧会銀賞（「河原の石の研究から」）
- 1952年 - 長野県児童生徒化学展覧会銀賞（「大峰山の研究」）
- 1991年 - 高崎正秀博士記念賞

## 著書
- 『子どもの遊びと生活誌』ぎょうせい 1986
- 『都市民俗論序説』雄山閣出版 1990
- 『道祖神信仰論』名著出版 1990
- 『民俗都市の人びと』吉川弘文館(歴史文化ライブラリー)　1997
- 『年中行事と生活暦 民俗誌への接近』岩田書院 2001
- 『道祖神信仰の形成と展開』大河書房 2005
- 『身体伝承論 手指と性器の民俗』岩田書院 2013
- 『道祖神と性器形態神』岩田書院 2013
- 『民俗地図方法論』岩田書院 2015
- 『都市化のなかの民俗』岩田書院 2018
- 『道祖神伝承論・碑石形態論』岩田書院 2021

### 編著
- 『日本民俗学の形成と展開 民俗学史レジメ』 岩田書院 2003
- 『渋谷をくらす 渋谷民俗誌のこころみ』 雄山閣 (渋谷学叢書)　2010

### 記念論集
- 『民俗文化の探究 ― 倉石忠彦先生古稀記念論文集』谷口貢/鈴木明子編 岩田書院 2010